# Kichik-Pirelli
Kichik-Pirelli (azerbajdzjanska: Kiçik Pirəli) är en ort i Azerbajdzjan.   Den ligger i distriktet Qəbələ Rayonu, i den centrala delen av landet, 190 km väster om huvudstaden Baku. Kichik-Pirelli ligger 490 meter över havet och antalet invånare är 703.
Terrängen runt Kichik-Pirelli är platt västerut, men österut är den kuperad. Närmaste större samhälle är Qutqashen, 10,1 km nordost om Kichik-Pirelli.
Trakten runt Kichik-Pirelli består till största delen av jordbruksmark. Runt Kichik-Pirelli är det ganska tätbefolkat, med 58 invånare per kvadratkilometer.